# Henri Alfandari
Pour les articles homonymes, voir Alfandari.
Henri Alfandari, né le 2 octobre 1979 à Chambray-lès-Tours, est un homme politique français.
Le 19 juin 2022, il est élu député de la 3e circonscription d'Indre-et-Loire puis réélu le 7 juillet 2024 lors des législatives anticipées.

## Biographie
Né à Chambray-lès-Tours, Henri Alfandari grandit à Saint-Cyr-sur-Loire. Il étudie au lycée Thérèse-Planiol à Loches (alors nommé Alfred-de-Vigny). Après avoir entamé des études en économie et en gestion, il se tourne vers la réalisation documentaire.
Il travaille par la suite en tant que directeur de la communication du Groupe Saint-Gatien, société familiale fondée par son père, le docteur Jean-Pierre Alfandari, jusqu'en février 2021.

## Parcours politique
En mars 2020, Henri Alfandari est élu maire de Genillé.
Non encarté mais rallié à la majorité Les Républicains, il est élu conseiller départemental du canton de Loches en juin 2021, chargé des sports, de la citoyenneté, et du budget participatif.
Il devient membre du parti Horizons d'Édouard Philippe et fait partie des 58 candidats présentés aux élections législatives de 2022, au sein de la coalition Ensemble. Le 19 juin 2022, il est élu au second tour avec 57,2 % des suffrages exprimés face à Roxane Sirven, syndicaliste et représentante de la coalition NUPES.

### Député de la XVIelégislature
Il est nommé en 2022 rapporteur du projet de loi relatif à l’accélération de la production d’énergies renouvelables . En mars 2023, il propose une résolution européenne relative à l’énergie nucléaire comme enjeu pour la décarbonation du mix énergétique européen . 
Début 2024, il présente une proposition de loi organique visant à rétablir la possibilité pour députés et sénateurs d’exercer aussi une responsabilité exécutive locale. Faute de temps, cette proposition n'a pu aboutir. 
Henri Alfandari est candidat à sa réélection lors des élections législatives de 2024.  Il termine avec plus de 62 % des voix face à Jules Robin, représentant de l'alliance LR-RN ,,.